# Zeit (Bianca-Shomburg-Lied)
Zeit war der deutsche Beitrag zum Eurovision Song Contest 1997, auf Deutsch vorgetragen von Bianca Shomburg.

## Entstehung und Inhalt
Zeit ist eine Ballade, die Bernd Meinunger und Ralph Siegel geschrieben beziehungsweise komponiert wurde, ursprünglich für Esther Ofarim. Der Protagonistin im Liedtext rennt die Zeit „durch die Hände“ – manchmal wollte sie allerdings auch nicht vergehen –, und sie sehnt sich nach mehr Zeit, auch weil es offenbar die Beziehung zu einem geliebten Menschen rettet. Shomburg nahm auch eine englischsprachige Version des Liedes mit dem Titel Time auf.

## Rezeption
Die Single erschien am 3. März 1997 bei Jupiter Records und beinhaltet das Stück Time als B-Seite. In Deutschland erreichte Zeit in drei Chartwochen mit Rang 90 seine höchste Chartnotierung in den Singlecharts. Die Single wurde zum einzigen Charthit für Shomburg in Deutschland.

## Eurovision Song Contest
Das Lied wurde an diesem Abend an elfter Stelle aufgeführt, nach dem Marcos Llunas aus Spanien mit Sin rencor und vor Anna Maria Jopek aus Polen mit Ale jestem. Einen Dirigenten gab es nicht. Am Ende der Abstimmung hatte das Lied 22 Punkte erhalten und lag damit auf Platz 18 von 25.